# هوکو، هسینچو
هوکو (به لاتین: Hukou) یک منطقهٔ مسکونی در تایوان است که در Hsinchu County واقع شده‌است. هوکو ۵۸٫۴۳۰۳ کیلومتر مربع مساحت و ۷۷٬۵۶۷ نفر جمعیت دارد.